# Biabuti
Biabuti (Biaboti) ist ein Dorf und Aldeia des Sucos Leimea Leten (Verwaltungsamt Atsabe, Gemeinde Ermera). 2015 zählte die Aldeia 185 Angehörige.
Biabuti liegt südlich vom Zentrum des Sucos Leimea Leten, nördlich des Flusses Magapu, einem Nebenfluss des Lóis. Biabuti befindet sich in einer Meereshöhe von 1241 m.